# Ferdynand Stokowski

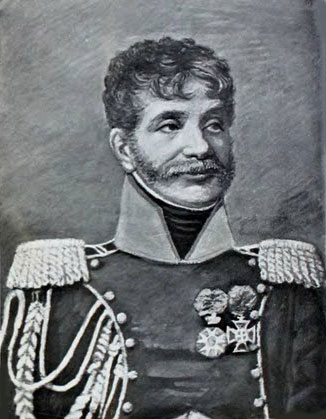
Ferdynand Stokowski

Ferdynand Ignacy Stokowski (ur. 26 sierpnia 1776 w Sierpowie, zm. w 1827) – generał brygady armii francuskiej.  
Szef szwadronu w 1 Pułku Szwoleżerów-Lansjerów. W 1811 otrzymał tytuł barona cesarstwa. 6 sierpnia 1818 zwolniony z armii francuskiej w randze generała brygady.